# Karl Gutzkow

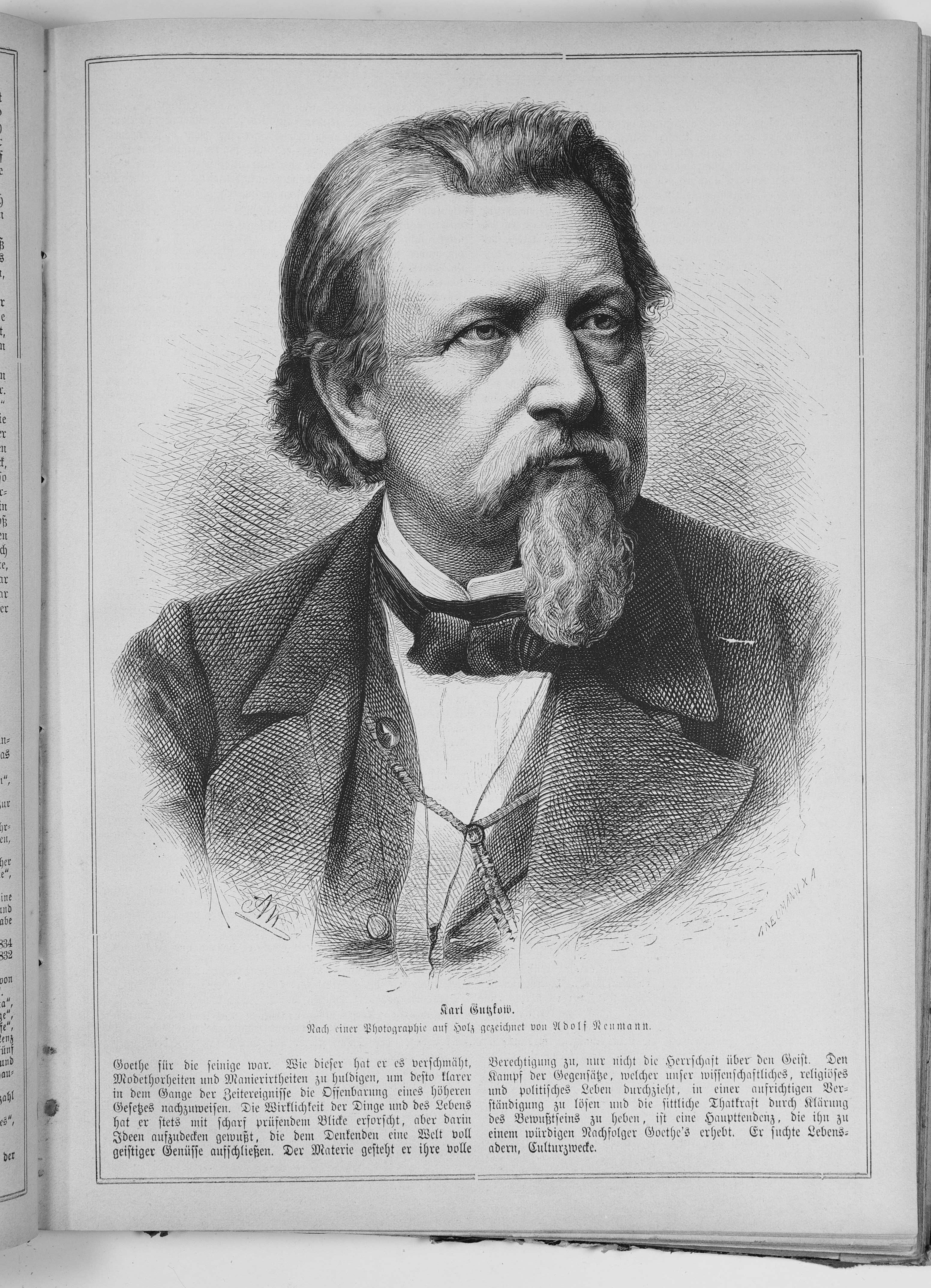
Karl Gutzkow (1876)

Karl Ferdinand Gutzkow (pseudonymy Leonhard Falk, Karl Gutzkone, E. L. Bulwer, 17. března 1811, Berlín – 16. prosince 1878, Frankfurt nad Mohanem) byl německý spisovatel, dramatik a novinář.

## Biografie
Po osmi letech opustil gymnázium, absolvoval jej s velice dobrým prospěchem. Roku 1832 ukončil úspěšně, a to doktorským titulem, studium filologie na univerzitě v Jeně.